# Deutschlandtarif

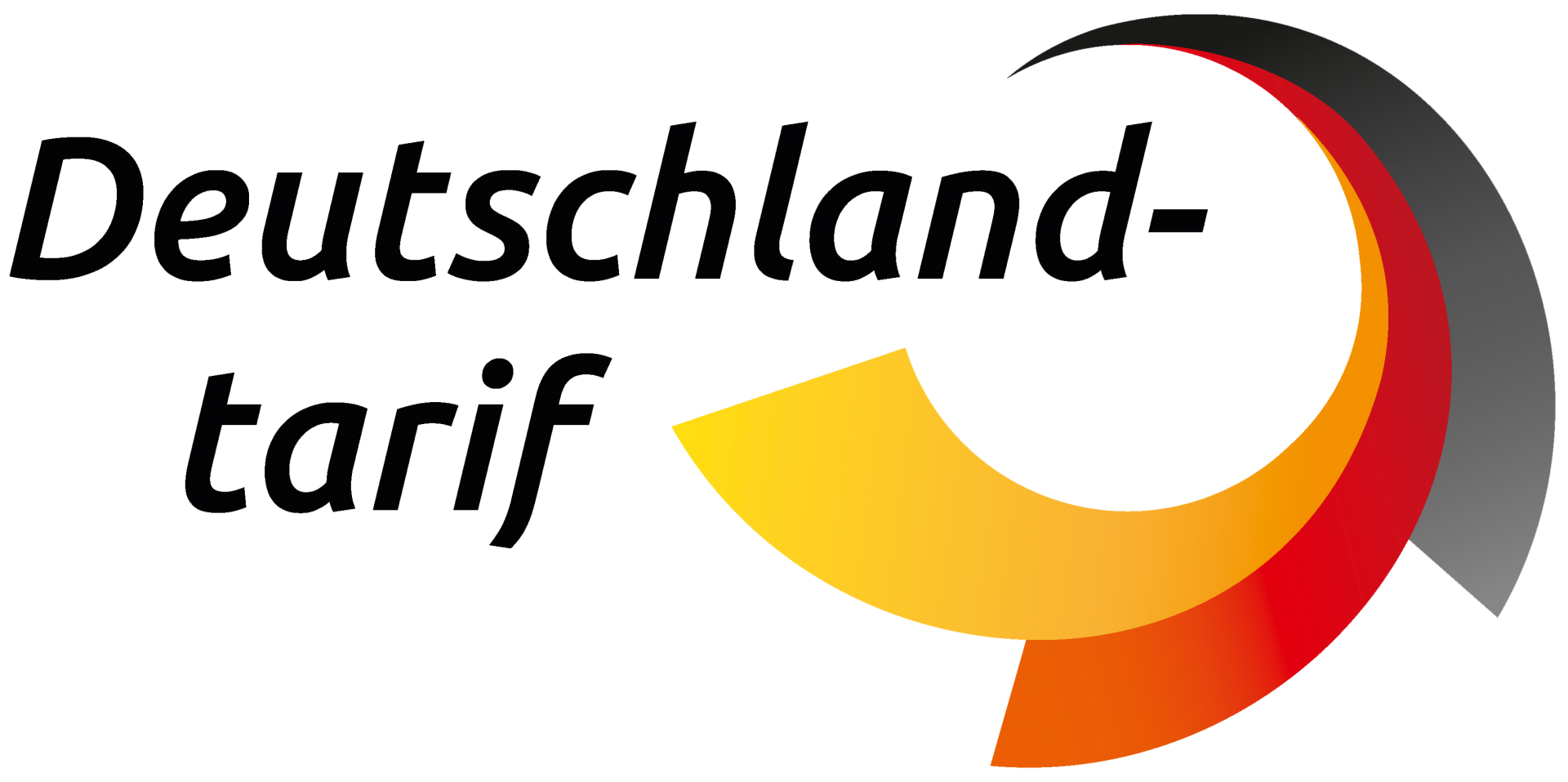
Logo des Deutschlandtarifs

Der Deutschlandtarif, kurz D-Tarif, ist ein Tarif, der seit dem 1. Januar 2022 im Schienenpersonennahverkehr in Deutschland zur Anwendung kommt und den Nahverkehrstarif der Deutschen Bahn ablöste. Verantwortlich für den Tarif ist die Deutschlandtarifverbund GmbH, an der die ÖPNV-Aufgabenträger und Eisenbahnverkehrsunternehmen beteiligt sind.
Geschäftsführer ist Johann von Aweyden, Vorsitzende des Aufsichtsrates ist Ines Benderoth.

## Geschichte
Die Deutschlandtarifverbund GmbH wurde im Juni 2020 gegründet, nachdem im Februar 2020 etwa 50 Vertreter von Aufgabenträgern und Eisenbahnverkehrsunternehmen eine Absichtserklärung hierzu unterzeichnet hatten. Ziel des Deutschlandtarifs ist eine gerechtere Einnahmeaufteilung, indem eine wettbewerbsneutrale Stelle die Verantwortung für den Tarif übernimmt.
Der Deutschlandtarif wurde zum 1. Januar 2022 für den Nahverkehr eingeführt und löste den DB-Tarif (Produktklasse C) ab. Bestehende Verkehrsverbünde, Landestarife sowie Fernverkehrstarife bleiben davon unberührt.
Langfristig ist das Ziel des Deutschlandtarifs, die Integration des übrigen ÖPNV sowie des Schienenpersonenfernverkehrs zu verbessern. Außerdem sollen die Aufgaben des Tarifverbands der Bundeseigenen und Nichtbundeseigenen Eisenbahnen in Deutschland (TBNE) auf den Deutschlandtarifverbund übergehen.

## Angebote
Neben den Fahrkarten zum Normalpreis im Nahverkehr findet der Deutschlandtarif bei verschiedenen Sonderangeboten Anwendung, zum Beispiel:
- Quer-durchs-Land-Ticket
- Ländertickets (außer Nordrhein-Westfalen, Niedersachsen und Hessen)
- 9-Euro-Ticket (Juni bis August 2022)
- Deutschlandticket (seit Mai 2023)[4]

## Politik
Von März bis Mai 2022 ermöglichte der Deutschlandtarifverbund ukrainischen Flüchtlingen die kostenlose Nutzung aller Züge des Nahverkehrs in Deutschland. Ein ukrainisches Ausweisdokument galt als Ticket.